# West Liberty (Iowa)
West Liberty è una città degli Stati Uniti d'America, situata nello Stato dell'Iowa, nella Contea di Muscatine.
La città fa parte dell'area statistica di Muscatine.